# Svetlana Jakovleva
Svetlana Vitaljevna Jakovleva (Russisch: Светлана Витальевна Яковлева) (Malaja Visjera, 10 oktober 1962) is een atleet uit Sovjet-Unie.
Op de Wereldkampioenschappen moderne vijfkamp 1984 behaalde Jakovleva de gouden medaille, zowel individueel als met het Russische team.